# 安定信号场
安定信号场是位于韩国庆尚北道荣州市安定面的一个号志站，属于中央线。

## 历史
- 1941年4月1日 - 落成使用。

## 邻近车站
韓国铁道公社
中央線
丰基站 - 安定信号场 - 北荣州信号场